# Aldobrandino III d’Este
Aldobrandino III d’Este (ur. 1335  – zm. 1361) – senior Ferrary i Modeny od 1352 z rodu d’Este.

## Życie
Był synem Obizza III i Lippy Ariosto. Urodził się 14 września 1335. Władzę objął po śmierci ojca w 1352 roku. W tym samym roku został uznany za namiestnika Ferrary przez papieża. Objęciu przezeń władzy sprzeciwił się jego kuzyn, Franciszek, syn Bertolda d’Este. Podjął działania przeciw Aldobrandinowi wspierany przez Viscontiego, Malatestę, Gonzagę i Carrarów. Ostatecznie ustąpił w 1354 roku, zrzekając się pretensji do tronu. W tym samym roku Aldobrandino przyłączył do swego władztwa Modenę. Aldobrandino był pierwszym władcą włoskim, który poparł Karola IV w jego marszu na Rzym w celu zdobycia korony cesarskiej. Zaowocowało to otrzymaniem później wielu przywilejów z rąk cesarza.
Aldobrandino zmarł 2/3 listopada 1361 roku w Ferrarze. Władzę po nim przejął młodszy brat Mikołaj II.

## Rodzina
Aldobrandino poślubił w 1351 roku Beatrycze da Camino, córkę Ricciardo da Camino signora Treviso i jego żony Verde della Scala. Miał z nią troje dzieci:
- Mikołaja
- Verde (ur. 27 kwietnia 1354, zm. 20 sierpnia 1400, pochowaną w Mindelheim), która w 1377 roku poślubiła Konrada von Teck, syna Fryderyka [III] herzoga von Teck i jego żony Anny von Helfenstein
- Obizza IV (ur. 1356, zam. w 1388 przez stryja Alberta)[2]